# Ryszard Zimak
Ryszard Roman Zimak (ur. 11 lutego 1947 w Gdańsku, zm. 28 marca 2021 w Warszawie) – polski dyrygent i pedagog, profesor sztuk muzycznych, rektor Akademii Muzycznej i Uniwersytetu Muzycznego Fryderyka Chopina.

## Życiorys
Syn Władysława i Stanisławy. Ukończył w 1971 studia w Państwowej Wyższej Szkole Muzycznej w Warszawie, kształcąc się w klasie profesora Józefa Boka. Był zawodowo związany z tą uczelnią (przekształcaną kolejno w akademię muzyczną i uniwersytet muzyczny). 17 kwietnia 1992 otrzymał tytuł profesora sztuk muzycznych. Doszedł do stanowiska profesora zwyczajnego. Specjalizował się w dyrygenturze chóralnej.
Pełnił szereg kierowniczych funkcji na uczelni i w jej jednostkach organizacyjnych. W latach 1989–1993 był prodziekanem i dziekanem Wydziału Edukacji Muzycznej. Następnie do 1999 zajmował stanowisko prorektora ds. nauki i dydaktyki. Od 1999 do 2005 przez dwie kadencje pełnił funkcję rektora Akademii Muzycznej im. Fryderyka Chopina w Warszawie. Przewodniczył Konferencji Rektorów Uczelni Artystycznych, wchodząc też w skład prezydium Konferencji Rektorów Akademickich Szkół Polskich. W 2008 objął stanowisko dziekana Wydziału Dyrygentury Chóralnej, Edukacji Muzycznej, Muzyki Kościelnej, Rytmiki i Tańca. W 2012 wybrany na rektora Uniwersytetu Muzycznego Fryderyka Chopina w Warszawie na czteroletnią kadencję.
W latach 1973–1974 był asystentem-dyrygentem, a następnie (do 1983) dyrygentem Chóru Filharmonii Narodowej. W okresie 1982–2005 sprawował kierownictwo artystyczne nad uczelnianym chórem mieszanym. Od 1983 do 2005 był etatowym dyrygentem Warszawskiej Opery Kameralnej i kierownikiem Chóru Kameralnego. Jako dyrygent specjalizował się w wykonawstwie utworów oratoryjnych.
Od 2005 do 2007 pełnił funkcję dyrektora Narodowego Instytutu Fryderyka Chopina. W 2007 został powołany w skład Centralnej Komisji do Spraw Stopni i Tytułów.
Pochowany na cmentarzu Wolskim w Warszawie.

## Odznaczenia i wyróżnienia
W 2001 odznaczony Krzyżem Kawalerskim Orderu Odrodzenia Polski. Wyróżniony także m.in. odznaką honorową „Zasłużony dla Kultury Polskiej” oraz Srebrnym Medalem „Zasłużony Kulturze Gloria Artis”.